# Saison 1 de Presque parfaite
Cet article présente le guide de la première saison de la série télévisée Presque parfaite (Almost Perfect).

## Épisode 1:Je suis Gregory Peck
- États-Unis : 17 septembre 1995

- Mark Harelik (Charles Kind)
- Mary Gordon Murray (Janet)
- Roxanne Beckford (Sheri)
- Eileen Seeley (Lynne)
- Dendrie Taylor (L.J.)
- Cameron Watson (barman)

## Épisode 2:Pour conclure
- États-Unis : 24 septembre 1995

- Elizabeth Anne Smith (Piper)
- Walter Addison (directeur)

## Épisode 3:Un après-midi de chien
- États-Unis : 1er octobre 1995

- Talia Balsam (Jeannie Guthrie)
- Gretchen German (Lisa O'Malley)
- Elizabeth Anne Smith (Piper)
- Susan Beaubian (Woman #1)
- Carla Barnett (Woman #2)

## Épisode 4:Le Pari
- États-Unis : 8 octobre 1995

- Mark Harelik (Charles Kind)
- Jon Tenney (Tony Madden)

## Épisode 5:Allô dodo, bobo
- États-Unis : 15 octobre 1995

- Tyrees Allen (Line Producer)

## Épisode 6:La Pêche aux sentiments
- États-Unis : 22 octobre 1995

- Talia Balsam (Jeannie Guthrie)
- Jon Tenney (Adams)
- Phyllis Timbes (Wendy Goldman)
- Victor Garber (Howard Guthrie)

## Épisode 7:Le Retour de l'Ex
- États-Unis : 5 novembre 1995

- John Shea (Paul Sterling)
- Talia Balsam (Jeannie Guthrie)
- Kim Murphy (Heddy)
- Wayne Wilderson (serveur)

## Épisode 8:Un week-end d'enfer- 1/2
- États-Unis : 19 novembre 1995

- Kelly Mullis (Cindy)

## Épisode 9:Un week-end d'enfer- 2/2
- États-Unis : 26 novembre 1995

- Cherie Michan (Maggie)
- Ray Laska (Croupier)
- Lou Cutell (Shiny)

## Épisode 10:Panne des sens
- États-Unis : 3 décembre 1995

- Nike Doukas (Sheri Sadler)
- Scott Thompson Baker (MacMillan [Bob])
- Lynnie Godfrey (Michelle)
- Larry Brandenburg (Judge [Andrew Vaupen])
- Dru Mouser (Debby)
- John Pappas (Defendant)
- Scott Williams (directeur)

## Épisode 11:Trois mois déjà
- États-Unis : 10 décembre 1995

- Keith Sellon-Wright (secouriste)

## Épisode 12:Le Coup de foudre
- États-Unis : 11 décembre 1995

- Susan Egan (Katy Ryan)
- Lou Cutell (Shiny)
- Ray Laska (Croupier)

## Épisode 13:Le premier qui craquera
- États-Unis : 14 janvier 1996

- Gretchen German (Lisa O'Malley)
- Leilani Jones-Wilmore (Officer Sanchez)
- Jonathan McMurtry (Homeless Man)
- Neal Kopit (Officer Reed)
- Terry Hoyos (Officer Escalante)

## Épisode 14:Madame sans zen
- États-Unis : 4 février 1996

- Joseph Kell (Dr. Geoff)
- Erick Avari (Dave)
- Mary Jo Smith (Woman Making Love [voiceover] [uncredited])

## Épisode 15:Poulet frit
- États-Unis : 11 février 1996

- Tom Everett (directeur)
- Nike Doukas (Sheri Sadler)
- Dorian Spencer (assistant)
- Michael Wajacs (Vargas)
- Heidi L. Lotito (Lana)

## Épisode 16:Vengeance
- États-Unis : 18 février 1996

- Tony Shalhoub (Alex Thorpe)
- Eileen Seeley (L.J.)
- Roxanne Beckford (Roxy)
- David Correia (Officer Suarez)
- Jeff Witzke (serveur)

## Épisode 17:Eros et Cupidon
- États-Unis : 3 mars 1996

- Susan Egan (Katy Ryan)
- Cindy Katz (Julie [Freeman])
- Leigh-Allyn Baker (Gina)
- Donald Willis (Co-worker)

## Épisode 18:Sérénade à six
- États-Unis : 4 mars 1996

- Craig Ferguson (Peter Church)

## Épisode 19:La coupe est pleine
- États-Unis : 11 mars 1996

- Jenna Elfman (Becky Toll)

## Épisode 20:Mike fait son cinéma
- États-Unis : 18 mars 1996

- Nike Doukas (Sheri Sadler)
- Juan Garcia (Ricardo)
- James DiStefano (Snitch)
- Daniel Passer (Mike's Friend)
- Denise Moses (Larinda)
- Monté Russell (John)

## Épisode 21:Qui a deux maisons
- États-Unis : 1er avril 1996

- Dee Dee Rescher (Micki [Schuster])
- Mitzi McCall (Ronnie [Shutterman])
- Layne Beamer (Bill Fletcher)

## Épisode 22:Ça déménage- 1/2
- États-Unis : 8 avril 1996
- France : 31 mai 2001 sur Série Club

- Bonnie Franklin (Mary Ryan)
- Charles Hallahan (Tom Ryan)
- Traci Adell (Actress #1)

## Épisode 23:La Guerre de sourires- 2/2
- États-Unis : 15 avril 1996

- Bonnie Franklin (Mary Ryan)
- Charles Hallahan (Tom Ryan)
- Christopher Michael Moore (Service Guy)

## Épisode 24:C'est dans la boîte
- États-Unis : 22 avril 1996

- Mark Harelik (Charles Kind)
- Tim Hopper (Tony Madden)
- Monté Russell (John)
- Stacey Brooks (secrétaire)

- "I Will Survive" (Gloria Gaynor) and "Flashdance (What a Feeling)" (Irene Cara) performed by Lisa Edelstein
- "Up Where We Belong" (Joe Cocker and Jennifer Warnes) performed by Lisa Edelstein and Chip Zien